# Láz (Vysočina)
Láz é uma comuna checa localizada na região de Vysočina, distrito de Třebíč.